# Mark Rackles

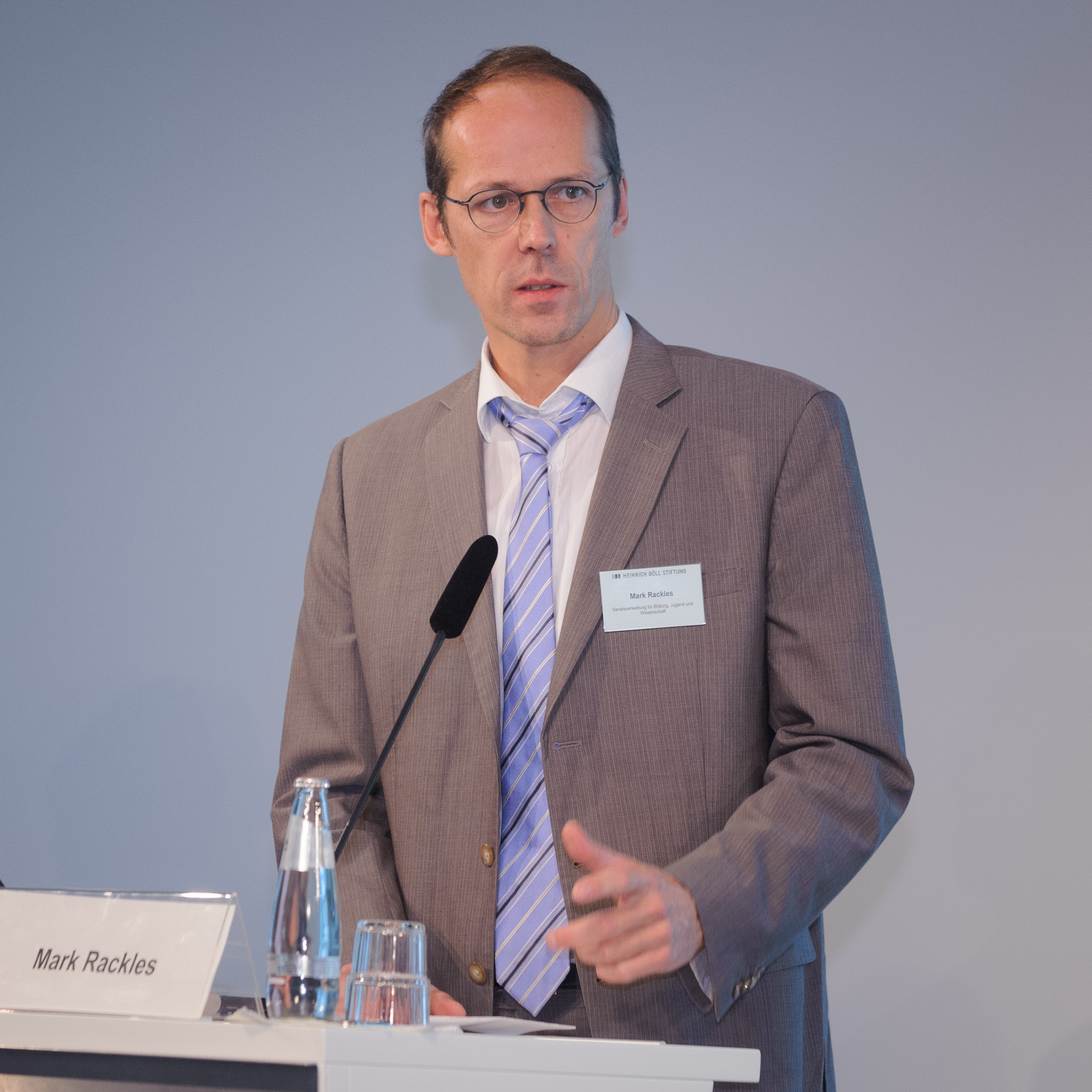
Mark Rackles, 2012

Mark Rackles (* 26. September 1966 in Heilbronn) ist ein deutscher politischer Beamter (SPD). Er war von Dezember 2011 bis April 2019 Staatssekretär in der Berliner Senatsverwaltung für Bildung, Jugend und Wissenschaft, die im Dezember 2016 wegen des Wegfalls der Zuständigkeit für Wissenschaft in Senatsverwaltung für Bildung, Jugend und Familie umbenannt wurde. 2019 wurde er in den Ruhestand versetzt.

## Leben
Nach dem 1986 am Kurfürst-Friedrich-Gymnasium Heidelberg abgelegten Abitur absolvierte Rackles den Zivildienst beim Deutschen Roten Kreuz. 1988 zog er nach Berlin und begann dort mit dem Studium der Betriebswirtschaftslehre und der Politikwissenschaften an der Freien Universität Berlin. 1994 erfolgte der Abschluss als Diplom-Politologe, 1996 der als Diplom-Kaufmann.
Ab 1996 arbeitete Rackles als Angestellter einer Managementberatung. Im Jahr 2000 wechselte er in den Dienst des Landes Berlin und wurde Angestellter in der Senatskanzlei. Von 2007 bis zu seiner Ernennung zum Staatssekretär leitete er dort das Referat für Europapolitik.
Rackles trat 1986 in die SPD ein. Im Berliner Landesverband gehört er seit 2006 dem Geschäftsführenden Landesvorstand an. Zwischen 2010 und dem Parteitag im Juni 2018 war er einer der vier stellvertretenden Vorsitzenden – zunächst noch unter Michael Müller bis 2012, aber auch anschließend wieder ab 2014 unter Jan Stöß. Von 2004 bis 2012 war er Sprecher der SPD-Linken in Berlin.
Im Dezember 2011 wurde Rackles in der von Sandra Scheeres geführten Senatsverwaltung für Bildung, Jugend und Wissenschaft (seit Dezember 2016 Senatsverwaltung für Bildung, Jugend und Familie) zum Staatssekretär für den Bereich Bildung ernannt. Er wurde im April 2019 entlassen und in den einstweiligen Ruhestand versetzt. Seine Nachfolgerin wurde die ehemalige Pressesprecherin der Senatsverwaltung Beate Stoffers.
Mark Rackles ist verheiratet und hat drei Kinder.

### Positionen
Rackles ist seit Januar 2020 freiberuflich als Berater und Publizist im Bildungsbereich tätig. Unter anderem unterstützt er den Humanistischen Verband Berlin-Brandenburg als Gründungsbeauftragter der Humanistischen Hochschule Berlin. Zur Lehrerbildung stellt er ein jahrzehntelanges Defizit der Bildungspolitik fest und votiert für eine Wiedergründung einer PH Berlin sowie die Wiedereinführung des finalen Staatsexamens statt des prüfungsüberladenen, gestuften und polyvalenten B.A./M.A. Die Hochschulen seien nur an ihrer Exzellenzqualität und kaum an der Lehrerbildung interessiert.
Am 1. März 2021 wurde Rackles als Fellow (Gastwissenschaftler) an das Wissenschaftszentrum Berlin (WZB) in die Forschungsgruppe der Präsidentin Jutta Allmendinger berufen. Sein Forschungsinteresse gilt Steuerungsfragen der Bildungspolitik (Educational Governance) und Fragen der Bildungsungleichheiten. Er berät seit 2022 die grüne Bildungsstadträtin Stefanie Remlinger vor allem im Schulbau von Berlin-Mitte. Er hält die fehlende Verbeamtung von Lehrern nicht für die Ursache des Lehrermangels in Berlin.

## Mitgliedschaften
Rackles ist Mitglied des Humanistischen Verbandes Deutschlands.
Er ist im Beirat der Spendenorganisation Stiftung Bildung. und war seit ihrer Gründung (2012) Kuratoriumsmitglied.
Rackles ist zudem in verschiedenen NGOs Mitglied wie z. B. attac. und Sea-Watch. sowie Mitglied der Gewerkschaft verdi.

## Belege
1. ↑  Scheeres versetzt Staatssekretär Rackles in Ruhestand. auf berlin.de
2. ↑  Mark Rackles ist neuer Sprecher der SPD-Linken (Memento vom 1. Dezember 2016 im Internet Archive), Welt Online, 21. September 2004.
3. ↑  Gemeinsam links für Berlin! (Memento vom 18. August 2012 im Internet Archive), abgerufen am 31. Dezember 2011.
4. ↑  Joachim Fahrun: Bildungssenatorin Sandra Scheeres trennt sich von Staatssekretär Mark Rackles. 9. April 2019, abgerufen am 9. August 2022 (deutsch).
5. ↑  Susanne Vieth-Entus, Ulrich Zawatka-Gerlach, Sylvia Vogt, Ingo Salmen: Berliner Bildungssenatorin Scheeres versetzt Staatssekretär in den Ruhestand. In: Der Tagesspiegel Online. 9. April 2019, ISSN 1865-2263 (tagesspiegel.de [abgerufen am 10. August 2022]).
6. ↑   auf rackles.com
7. ↑  Amory Burchard: Mark Rackles will Humanistische Hochschule in Berlin gründen. In: Der Tagesspiegel Online. 28. November 2020, ISSN 1865-2263 (tagesspiegel.de [abgerufen am 9. August 2022]).
8. ↑  Berliner Unis drohen an der Lehrkräftebildung zu scheitern. In: Der Tagesspiegel Online. 23. Dezember 2021, ISSN 1865-2263 (tagesspiegel.de [abgerufen am 9. August 2022]).
9. ↑  Amory Burchard: Ex-Bildungsstaatssekretär fordert bundesweite Steuerung. In: Der Tagesspiegel Online. 20. September 2020, ISSN 1865-2263 (tagesspiegel.de [abgerufen am 9. August 2022]).
10. ↑  Das WZB. Abgerufen am 9. August 2022.
11. ↑  Mark Rackles. Abgerufen am 9. August 2022.
12. ↑  Überraschende Personalie in Berlin-Mitte: Eine grün-rote Taskforce für den Schulbau. 22. März 2022, abgerufen am 10. August 2022.
13. ↑  Ausbildungsoffensive statt Märchenstunde. Abgerufen am 10. August 2022.
14. ↑  SPD Berlin. Abgerufen am 9. August 2022.
15. ↑  Stiftung Bildung – Engagiert für bessere Bildung und Chancen. Abgerufen am 24. November 2020.
16. ↑  www.attac.de. Abgerufen am 9. August 2022.
17. ↑  Sea-Watch e.V. · Zivile Seenotrettung an Europas Grenzen. Abgerufen am 9. August 2022.
18. ↑  Vereinte Dienstleistungsgewerkschaft. Abgerufen am 9. August 2022.

| Personendaten    | Personendaten                                       |
| ---------------- | --------------------------------------------------- |
| NAME             | Rackles, Mark                                       |
| KURZBESCHREIBUNG | deutscher Politiker (SPD), Staatssekretär in Berlin |
| GEBURTSDATUM     | 26. September 1966                                  |
| GEBURTSORT       | Heilbronn                                           |